# Daiwa Securities Group
Daiwa Securities Group Inc. (大和証券グループ本社 Daiwa Shōken Gurūpu Honsha) er en japansk investeringsbank.
Datterselskabet Daiwa Securities tilbyder online handel med værdipapirer, mens Daiwa Capital Markets udgør en international investeringsbank. Desuden har de selskaber indenfor formueforvaltning og kapitalfondsservice.
Virksomheden blev etableret i 1999 som Daiwa Securities SB Capital Markets Co. Ltd. et joint venture mellem Daiwa Securities Group (Daiwa) og Sumitomo Bank (SB).